# 无根藤属
無根藤屬 (或稱為無根草屬，Cassytha L.) 為樟科植物的一個屬，寄生性的藤本植物。廣泛布於熱帶地區。
属名Cassytha源于希腊语kassyein，意为“消逝”，指根叶退化。

## 形態
無根藤屬植物的莖具纏繞性，藉吸器寄生於多種喬木及灌木植株上。植株體內具黏液，綠色或灰褐色，線形，具分枝。
葉退化，細小、呈鱗片狀。
花小型，兩性 (極少為雌雄異株的單性花，若此情況可能緣於雄不稔或雌不稔之未正常發育)。花具柄或無柄，苞片鱗片狀，具兩枚小苞片與花被合生。花聚生成穗狀、頭狀、或總狀的花序。
花被管呈倒圓錐形或卵形，開花後頂端收縮。花被片6枚，呈2輪，外輪的3枚極小。雄蕊9枚，其中第2輪雄蕊少數狀況下會退化為細小的假雄蕊。第1輪及第2輪的花絲不具腺體，第3輪具有無柄的腺體。花藥2室，第1輪及第2輪的花藥朝內生長，第3輪則為朝外生長。假雄蕊3枚，具柄或無柄。
子房在花期幾乎完全顯露於花被之外，但開過花後，由於此時膨大的花被片頂端收縮，被管狀的花被完全包覆住。花柱非宿存，柱頭極小，有些種類為頭狀(則其花柱極短)。
漿果被膨大、肉質的花被管包覆 (與花被離生)，花被管上方(末端)具腔室及花被片。七月至十月成熟。

## 分布
無根藤屬植物分布於熱帶地區，大部份的種類分布在澳洲，少數種類在非洲；本屬有一種分布於泛熱帶地區：無根藤。

## 下属物种
本属約有15至20種，包括以下物种：
- Cassytha aurea J.Z.Weber
- Cassytha candida (J.Z.Weber) J.Z.Weber
- Cassytha capillaris Meisn.
- Cassytha ciliolata Nees
- Cassytha coronataNees
- 无根藤 Cassytha filiformis L.
- Cassytha flava Nees
- Cassytha flindersii (J.Z.Weber) J.Z.Weber
- Cassytha glabella R.Br.
- Cassytha larsenii Kosterm.
- Cassytha melantha R.Br.
- Cassytha micrantha Meisn.
- Cassytha muelleri Meisn.
- Cassytha nodiflora Meisn.
- Cassytha paniculata R.Br.
- Cassytha pedicellosa J.Z.Weber
- Cassytha peninsularis J.Z.Weber
- Cassytha phaeolasia (F.Muell.) Benth.
- Cassytha pomiformis Nees
- Cassytha pondoensis Engl.
- Cassytha pubescens R.Br.
- Cassytha racemosa Nees
- Cassytha rufa J.Z.Weber